# David Walton
David B. Walton (Brookline, Massachusetts, 27 de noviembre de 1978) es un actor estadounidense conocido por sus apariciones en películas como Fired Up! y Burlesque.

## Biografía
Walton nació en Brookline, Massachusetts, el 27 de octubre de 1978. Hijo de  John Hunter Walton, Jr. y Carolyn K. Walton, tiene seis hermanos. Asistió a la escuela Dexter y a la St. Paul's School en Concord, Nuevo Hampshire, de donde se graduó en 1997. Walton es egresado de la Universidad Brown, donde obtuvo el título de Bachelor of Arts. También asistió a la British American Drama Academy en Londres y a la The Actors Center en Nueva York.
El 18 de marzo de 2011, Walton se casó con la actriz Majandra Delfino, con quien tiene dos hijos: Cecilia Delphine y Louis Augustus Walton.

### Carrera
Hizo su debut en pantalla en el corto Fighting Still Life en 2002. Su debut en televisión fue con un personaje recurrente en la serie Cracking Up.
Walton ha aparecido como invitado en series como The Loop, Heist, Quarterlife e In Plain Sight. También protagonizó las comedias 100 Questions en 2010, Perfect Couples en 2011 y Bent en 2012. Apareció como invitado en un episodio de Happy Endings en 2011, así como en un arco argumental de siete episodios en la serie de Fox, New Girl, donde interpretó a Sam, el interés amoroso de Jessica Day (Zooey Deschanel).
En 2013, obtuvo el personaje principal de la comedia de la NBC About a Boy, basada en la película homónima protagonizada por Hugh Grant y Nicholas Hoult. Además de una participación en la serie Parenthood, en 2014.
Walton también ha aparecido en películas como Fired Up!, Stateside, y Burlesque.

## Filmografía
| Cine       | Cine                          | Cine                       | Cine                     |
| Año        | Película                      | Rol                        | Notas                    |
| ---------- | ----------------------------- | -------------------------- | ------------------------ |
| 2002       | Fighting Still Life           | Eric                       |                          |
| 2004       | Stateside                     | John Pelusso               |                          |
| 2009       | Fired Up!                     | Dr. Rick                   |                          |
| 2010       | Burlesque                     | Mark el DJ                 |                          |
| 2014       | Think Like a Man Too          | Terrell                    |                          |
| 2024       | The Inheritance               | Charles "CJ" Abernathy Jr. |                          |
| Televisión |                               |                            |                          |
| Año        | Título                        | Rol                        | Notas                    |
| 2004-2006  | Cracking Up                   | Liam Connor                | 7 episodios              |
| 2005       | New Car Smell                 | Dave                       | Película para televisión |
| 2006       | The Loop                      | Marco                      | 1 episodio               |
| 2006       | Heist                         | Ricky Watman               | 5 episodios              |
| 2007       | The World According to Barnes |                            |                          |
| 2008       | Quarterlife                   | Danny                      | 5 episodios              |
| 2009       | In Plain Sight                | Willie Ripp/Willie Rabson  | 1 episodio               |
| 2010       | 100 Questions                 | Wayne                      | Elenco principal         |
| 2011       | Perfect Couples               | Vance                      | Elenco principal         |
| 2011       | Happy Endings                 | Henry                      | 1 episodio               |
| 2012       | Oh Fuck, It's You             | Nick                       | Película para televisión |
| 2012       | Bent                          | Pete                       | Elenco principal         |
| 2012-2013  | New Girl                      | Sam                        | 7 episodios              |
| 2013       | The Makeover                  | Elliot Doolittle           | Película para televisión |
| 2014       | Parenthood                    | Will Freeman               | 1 episodio               |
| 2014-2015  | About a Boy                   | Will Freeman               | Elenco principal         |